# Aglaonike
Aglaonike (gr. Αγλαονίκη, żyła w II lub I wieku p.n.e.) – Greczynka, jedna z pierwszych kobiet-astronomów.
Wspomniana w pismach Plutarcha oraz przez anonimowego antycznego komentatora dzieła Argonautica Apolloniosa z Rodos. Zyskała sławę z powodu umiejętności przewidywania zaćmień Księżyca. Przypuszczalnie przez obserwacje poznała prawidłowości cyklu zaćmień, lecz dla ówczesnych ludzi taka umiejętność świadczyła o ponadnaturalnych zdolnościach Aglaonike. Z tego powodu nazywana była „czarownicą” (tą nazwą – tzw. „czarownice z Tesalii” – określano w okresie od III do I wieku p.n.e. także inne kobiety, posądzane o magiczne kierowanie Księżycem). Jedno z greckich powiedzeń brzmi: Słucha się jak Księżyc Aglaonike.
Jeden z kraterów na powierzchni planety Wenus jest nazwany jej imieniem.